# Алёховщинское сельское поселение
Алёховщинское сельское поселе́ние — муниципальное образование в составе Лодейнопольского района Ленинградской области.
Глава поселения — Мошникова Татьяна Владимировна, глава администрации — Лопинова Анжелла Изотовна.
Административный центр — село Алёховщина.

## Географические данные
Расположено в юго-восточной части района, на востоке граничит с Подпорожским районом, на юге — с Тихвинским, на юго-западе — с Волховским.
По территории поселения проходят автодороги:
- 41А-009 (Лодейное Поле — Чудово)
- 41К-016 (Станция Оять — Плотично)
- 41К-019 (Явшиницы — Ганьково)
- 41К-134 (Люговичи — Яровщина)
- 41К-240 (Тервеничи — Ребовичи)

Расстояние от административного центра поселения до районного центра — 45 км.

## История
В середине XIX века в составе Новоладожского уезда Санкт-Петербургской губернии была образована Суббочинская волость с центром в деревне Алёховщина.
23 ноября 1922 года Суббочинская волость полностью отошла к Лодейнопольскому уезду.
В начале 1920-х годов в составе Суббочинской волости был образован Алёховщинский сельсовет.
В августе 1927 года Алёховщинский сельсовет вошёл в состав Шапшинского (с ноября 1927 — Оятского) района Лодейнопольского округа Ленинградской области с центром в деревне Алёховщина.
В ноябре 1928 года в состав Алёховщинского сельсовета вошёл Гонгинский сельсовет, 7 марта 1941 года — Мергинский сельсовет.
По данным 1933 года в состав сельсовета входило 15 населённых пунктов, население — 1627 человек.
14 декабря 1955 года Оятский район был ликвидирован, Алёховщинский сельсовет вошёл в состав Лодейнопольского района.
1 апреля 1960 года в состав Алёховщинского сельсовета вошёл Мустинский сельсовет.
18 января 1994 года постановлением главы администрации Ленинградской области № 10 «Об изменениях административно-территориального устройства районов Ленинградской области» Алёховщинский сельсовет, также как и все другие сельсоветы области, преобразован в Алёховщинскую волость.
1 января 2006 года в соответствии с областным законом № 63-оз от 20 сентября 2004 года «Об установлении границ и наделении соответствующим статусом муниципального образования Лодейнопольский муниципальный район и муниципальных образований в его составе» образовано Алёховщинское сельское поселение, в его состав вошли территории бывших Алёховщинской, Тервенической, Яровщинской волостей и части Имоченской волости.

## Население
| 2006  | 2007  | 2008  | 2009  | 2010  | 2011  | 2012  |
| ----- | ----- | ----- | ----- | ----- | ----- | ----- |
| 4510  | ↘4399 | ↘4394 | ↘4306 | ↘4161 | ↘4144 | ↘4132 |
| 2013  | 2014  | 2015  | 2016  | 2017  | 2018  | 2019  |
| ↘4058 | ↘4012 | ↘3966 | ↘3953 | ↘3921 | ↘3864 | ↘3797 |
| 2020  | 2021  | 2023  | 2024  | 2025  |       |       |
| ↘3727 | ↗3898 | ↘3834 | ↘3775 | ↘3738 |       |       |

## Состав сельского поселения
| №  | Населённый пункт | Тип населённого пункта       | Население    |
| -- | ---------------- | ---------------------------- | ------------ |
| 1  | Акулова Гора     | деревня                      | ↘6 (2017)    |
| 2  | Алёховщина       | село, административный центр | ↗1620 (2017) |
| 3  | Большие Коковичи | деревня                      | ↗38 (2017)   |
| 4  | Бор              | деревня                      | ↗9 (2017)    |
| 5  | Бор              | деревня                      | →2 (2017)    |
| 6  | Валгома          | деревня                      | →0 (2017)    |
| 7  | Валданицы        | деревня                      | ↗16 (2017)   |
| 8  | Ветхое Село      | деревня                      | →20 (2017)   |
| 9  | Вонозеро         | деревня                      | ↘73 (2017)   |
| 10 | Вязикиничи       | деревня                      | ↗32 (2017)   |
| 11 | Гайгово          | деревня                      | ↗18 (2017)   |
| 12 | Гонгиничи        | деревня                      | →14 (2017)   |
| 13 | Дмитровка        | деревня                      | →0 (2017)    |
| 14 | Ефремково        | деревня                      | ↘34 (2017)   |
| 15 | Заозерье         | деревня                      | →6 (2017)    |
| 16 | Земское          | деревня                      | →7 (2017)    |
| 17 | Игокиничи        | деревня                      | ↗288 (2017)  |
| 18 | Имоченицы        | деревня                      | ↘73 (2017)   |
| 19 | Кальшеницы       | деревня                      | →3 (2017)    |
| 20 | Кидебра          | деревня                      | →2 (2017)    |
| 21 | Колокольницы     | деревня                      | →0 (2017)    |
| 22 | Красный Бор      | деревня                      | ↗5 (2017)    |
| 23 | Кургино          | деревня                      | →6 (2017)    |
| 24 | Кяргино          | деревня                      | →3 (2017)    |
| 25 | Левково          | деревня                      | →1 (2017)    |
| 26 | Лопотово         | деревня                      | ↘13 (2017)   |
| 27 | Люговичи         | деревня                      | ↗58 (2017)   |
| 28 | Малые Коковичи   | деревня                      | →5 (2017)    |
| 29 | Мартыново        | деревня                      | →0 (2017)    |
| 30 | Мергино          | деревня                      | ↗5 (2017)    |
| 31 | Мехбаза          | посёлок                      | ↘198 (2017)  |
| 32 | Мустиничи        | деревня                      | ↘33 (2017)   |
| 33 | Мягичево         | деревня                      | →0 (2017)    |
| 34 | Надпорожье       | деревня                      | ↘75 (2017)   |
| 35 | Никоновщина      | деревня                      | →15 (2017)   |
| 36 | Новинка          | деревня                      | →3 (2017)    |
| 37 | Новое Село       | деревня                      | →0 (2017)    |
| 38 | Околок           | деревня                      | →0 (2017)    |
| 39 | Ольхово          | деревня                      | →0 (2017)    |
| 40 | Пахтовичи        | деревня                      | →0 (2017)    |
| 41 | Пергачово        | деревня                      | →6 (2017)    |
| 42 | Печурино         | деревня                      | →3 (2017)    |
| 43 | Пирозеро         | деревня                      | ↘31 (2017)   |
| 44 | Пойкимо          | деревня                      | →15 (2017)   |
| 45 | Полянка          | деревня                      | ↗4 (2017)    |
| 46 | Путиловец        | деревня                      | ↗4 (2017)    |
| 47 | Ратигора         | деревня                      | ↗32 (2017)   |
| 48 | Ребовичи         | посёлок                      | ↘123 (2017)  |
| 49 | Ручей            | деревня                      | →7 (2017)    |
| 50 | Серёдка          | деревня                      | →0 (2017)    |
| 51 | Спирово          | деревня                      | →2 (2017)    |
| 52 | Средний Двор     | деревня                      | →0 (2017)    |
| 53 | Суббоченицы      | деревня                      | →0 (2017)    |
| 54 | Тервеничи        | деревня                      | ↘283 (2017)  |
| 55 | Тимошино         | деревня                      | ↘8 (2017)    |
| 56 | Усть-Сара        | деревня                      | →10 (2017)   |
| 57 | Хмелезеро        | деревня                      | ↘19 (2017)   |
| 58 | Чагоницы         | деревня                      | →0 (2017)    |
| 59 | Чидово           | деревня                      | →7 (2017)    |
| 60 | Чуницы           | деревня                      | →5 (2017)    |
| 61 | Шархиничи        | посёлок                      | ↘322 (2017)  |
| 62 | Шахтиницы        | деревня                      | →0 (2017)    |
| 63 | Шириничи         | деревня                      | ↘2 (2017)    |
| 64 | Явшиницы         | деревня                      | →4 (2017)    |
| 65 | Яровщина         | деревня                      | ↘475 (2017)  |

Поселение насчитывает 29 бывших населённых пунктов (бнп):
- в бывшей Алеховщинской волости — Вачукиницы, Верхнее Подборье,  Нижнее Подборье, Карпина Гора, Кордино, Ляшозеро, Наумовщина, Новое Село, Нюбиничи, Пальгино, Третьякова Гора,  Шахтиполье, Шордино
- в бывшей Тервенической волости — Боровицы, Липка, Ондров Конец, Расловичи, Сара, Янгиничи
- в бывшей Имоченской волости — Богдановщина,Кокоево, Мальгиничи, Падала,  Сюрьга, Чука, Шангиничи, Янгиничи
- в бывшей Яровщинской волости — Каменка, Потокарово[25]

## Известные уроженцы
- Долинов Леонид Иванович (1930—2017) — советский испытатель ракетно-космической техники, Герой Социалистического Труда. Родился в деревне Заозерье.

## Почётные жители
- Васильева Анна Яковлевна
- Смотрина Сусанна Павловна
- Комлев Алексей Павлович
- Муратова Татьяна Николаевна
- Романов Владимир Николаевич[26]